# آرتور هفتر
آرتور هفتر (انگلیسی: Arthur Heffter; ۱۵ ژوئن ۱۸۵۹ – ۸ فوریهٔ ۱۹۲۵) شیمی‌دان، داروشناس، استاد دانشگاه، و داروساز اهل آلمان بود. موسسه تحقیقات هفتر به افتخار وی نامگذاری  شده‌است.